# Heterococcus cyperi
Heterococcus cyperi  (лат.) — вид полужесткокрылых насекомых-кокцид рода Heterococcus из семейства мучнистые червецы (Pseudococcidae).

## Распространение
Африка: Египет.

## Описание
Питаются соками листьев таких растений, как Cyperus (Cyperaceae). 
Вид был впервые описан в 1926 году энтомологом У. Дж. Холлом (Hall, W. J.) как Phenacoccus cyperi вместе с Peliococcus zillae.
Таксон Heterococcus cyperi включён в состав рода Heterococcus Ferris, 1918. Видовое название происходит от родового имени растения-хозяина (Cyperus), на котором происходит развитие червецов.